# Koreanische Welle
Koreanische Welle, auch unter der koreanischen Bezeichnung „Hallyu“ bekannt, bezeichnet die weltweit ansteigende Popularität der zeitgenössischen südkoreanischen Pop-Kultur im 21. Jahrhundert. Dieses Phänomen zeigt sich ab den 1990er Jahren zunächst in Süd-, Südost- und Ostasien, breitete sich später aber auch weltweit aus durch das Internet und dessen Videoplattformen wie Youtube.
Die Koreanische Welle, die zu Beginn vor allem durch Dramen (K-Drama), Filme, und Pop-Musik (K-Pop) losgetreten wurde, umfasst heute viele weitere Gebiete wie Webtoons, Essen, Sprache, Computerspiele, Mode und Kosmetik sowie Taekwondo. Der chinesische Begriff lautet Hánliú – 韓流 / 韩流; er bedeutet so viel wie „Korea-Stil“ oder „Koreanischer Trend“ – wörtlich: „Koreanischer Strom“. Er wurde 1999 in China geprägt, indem Pekinger Journalisten über die rapide anwachsende Popularität südkoreanischer Güter in China schrieben. Zu Beginn war der Erfolg weder beabsichtigt noch geplant. Erst nachdem der Erfolg sichtbar wurde, produzierte man strategisch und gezielt Fernsehserien und Musik für den asiatischen Markt. Dieser zunehmende Kulturexport wird auch vom südkoreanischen Kulturministerium unterstützt. Dabei zielte man nicht mehr nur auf den asiatischen Raum ab, sondern auf den Weltmarkt.

## Ursachen
Als Ursachen für den Erfolg in China werden unter anderem die gemeinsame Kultur und Geschichte sowie der Konfuzianismus genannt. Die Themen südkoreanischer Seifenopern handeln vorwiegend von Familie, Liebe und Moral und enthalten wenig Gewalt oder Sex. Ein weiterer Grund für die Beliebtheit südkoreanischer Serien im asiatischen Raum soll die äußerliche Attraktivität der Darsteller sein.
Der koreanische Musikmarkt war viele Jahrzehnte im Vergleich zum japanischen oder amerikanischen Musikmarkt sehr klein. Deshalb wählten viele koreanische Musikproduzenten den Weg des Exports und die Ausrichtung auf andere Märkte. In den 2010er Jahren war der südkoreanische Musikmarkt erstmals der Markt mit dem weltweit stärksten Wachstum und der einzige Musikmarkt, der kontinuierlich wuchs, während die meisten anderen Musikmärkte schrumpften. Dadurch entwickelte sich der südkoreanische Musikmarkt Stand Anfang der 2020er Jahre zum sechstgrößten Musikmarkt der Welt.

## Aktuelle Entwicklung
Südkorea gehört zu den zehn Nationen, die am meisten kulturelle Güter exportieren. Der Begriff ist mittlerweile auch ein Akronym, das auf die schnellwachsende Wirtschaft Südkoreas verweist („Wunder am Han-Fluss“, kor. 한강의 기적, Hangangeui Kijeok).
Der Tourismus Südkoreas wird durch den Erfolg der „Welle“ ebenfalls beflügelt. Viele Reiseveranstalter bieten Pauschalreisen zu den Drehorten südkoreanischer Seifenopern an. Laut Fremdenverkehrsamt kämen jedes Jahr eine Million Touristen, um die Schauplätze zu besichtigen.
Vor allem der Fernsehserie Winter Sonata gelang reißender Absatz in Japan und China und der Hauptdarsteller Bae Yong-joon avancierte zum „Traummann der Hausfrauen“.
Auch auf das stalinistische Nordkorea soll die Koreanische Welle Einfluss haben, indem CDs und DVDs mit Musik und Fernsehserien über die Gebirge eingeschmuggelt werden.

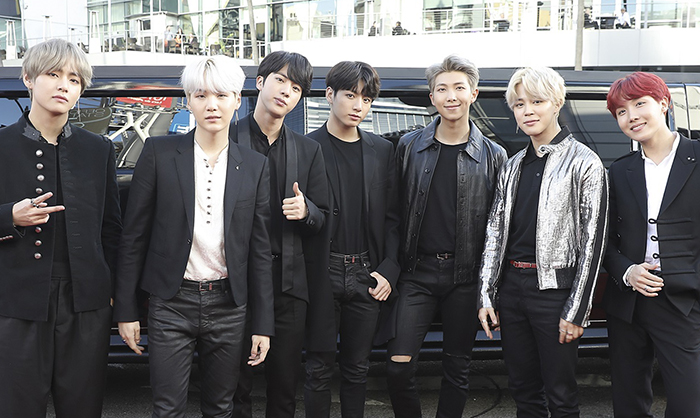
Die populäre Boygroup BTS

Im Hollywood Bowl in den USA findet jedes Jahr das Korean Music Festival statt, veranstaltet von der Korea Times, bei dem die bekanntesten Musiker Südkoreas auftreten.
Südkoreanische Schauspieler gehören zu den bestbezahlten Schauspielern außerhalb Hollywoods. Bae Yong-joon, Star des Dramas Winter Sonata, verdient etwa fünf Millionen US-Dollar für einen Film. Die international populärsten Sänger und Musikgruppen sind Super Junior, Exo, TVXQ, Rain, Lee Hyori, BoA, Se7en, Girls’ Generation, Kara, 2NE1, 2PM, SHINee, BTS, BLACKPINK und Big Bang. Die Wonder Girls begannen im Juni 2010 ihre Amerika-Tournee. Sie erreichten schon zuvor im Oktober 2009 den 76. Platz der Billboard Hot 100 in den USA.

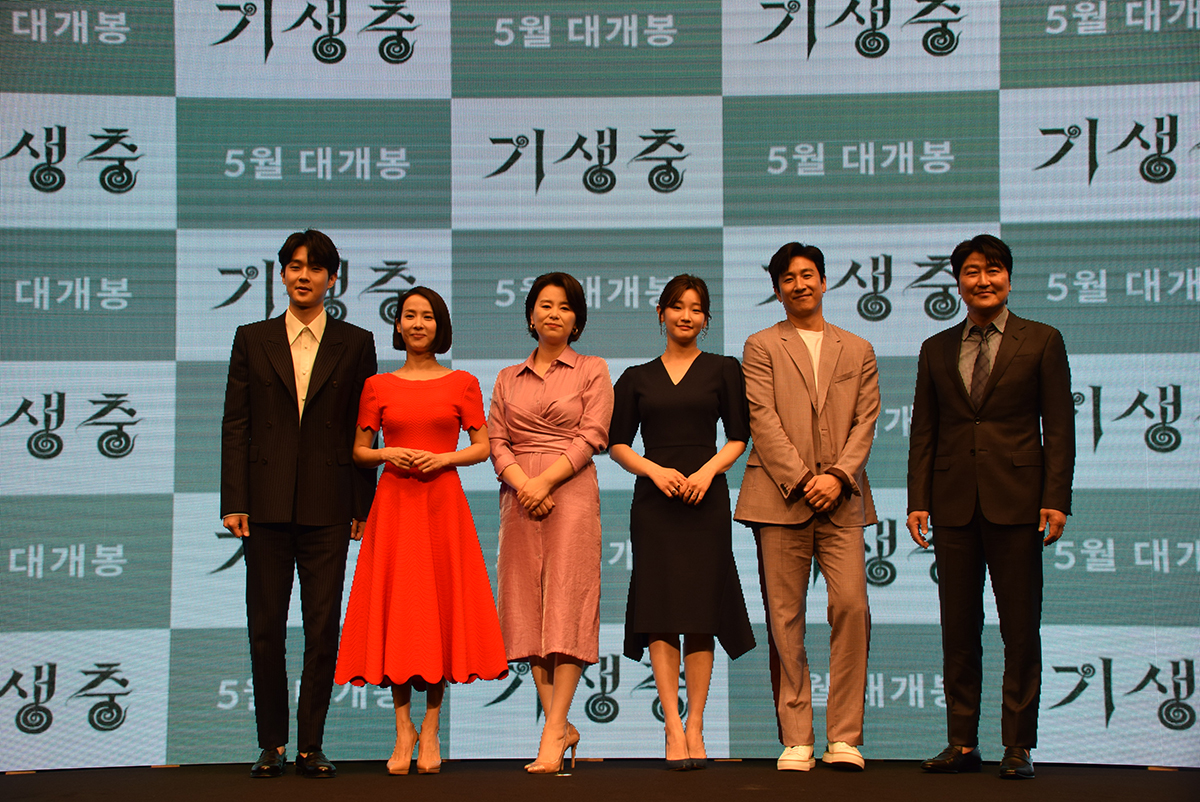
Die Besetzung von Parasite

Während in den meisten asiatischen Ländern seit Anfang der 2000er Jahre Hallyustars bekannter sind als Hollywoodstars und K-Pop-Gruppen die Charts dominieren, etablierten sich koreanische Popmusik, Serie und Filme erst gegen Ende der 2010er Jahre auch im Westen im Mainstream. Zuvor existierte die koreanische Popkultur im Westen nur als Subkultur. 2018 erreichte mit BTS erstmals eine koreanische Gruppe die Spitze der US-Billboard-Album-Charts. Seitdem konnte dies mehrfach wiederholt werden. Der Film Parasite von Bong Joon-ho erhielt 2020 als erster nicht-englischsprachiger Film den Oscar für den besten Film, einen der prestigeträchtigsten Filmpreise des Westens. Die 2021 veröffentlichte Serie Squid Game von Hwang Dong-hyuk wurde zur erfolgreichsten nicht-englischsprachigen Serie auf Netflix und zu einer der erfolgreichsten Serien insgesamt. Auch kulturelle Trends aus Südkorea wie Mokbang und Dalgona Coffee hielten im Westen Einzug. Zudem kommt es zunehmend zur Veröffentlichung übersetzter Literatur aus Südkorea, wobei diese in der Folge mit einigen renommierten Preisen ausgezeichnet wurde. Die Vegetarierin von Han Kang erhielt 2016 den Man Booker Prize, Kim Young-ha erhielt 2020 für Aufzeichnungen eines Serienmörders den Deutschen Krimipreis und Yun Ko-eun wurde 2021 für The Disaster Tourist (Bam-ui Yeohaengjadeul) mit dem CWA Dagger Award ausgezeichnet. Des Weiteren erfreuen sich Webtoons wachsender Beliebtheit.
Durch den großen Erfolg auf kultureller Ebene steigerte Südkorea seine Soft Power und stärkt diese. Das Ansehen und der Einfluss des Landes sind gestiegen und international wird südkoreanische Popkultur als Mittler bei Spannungen zwischen Ethnien oder politischen Lagern genutzt.
Die Bedeutung und Relevanz von Hallyu (koreanische Welle) zeigt sich auch im deutschsprachigen Raum eindrucksvoll, nicht zuletzt durch die medial viel beachtete Ausstellung ‚Hallyu – The Korean Wave‘ im Museum Rietberg.

## Gegenreaktion
In einigen Staaten wie China, Thailand oder Japan stößt der Import koreanischer Kultur auf politischer Seite zunehmend auf eine ablehnende Haltung, so dass Quotenregeln eingeführt worden sind. Vor allem nach dem erfolgreichen Abschneiden der südkoreanischen Fußballnationalmannschaft bei der WM 2002, die Japan und Südkorea gemeinsam austrugen, stiegen antikoreanische Kommentare stark an. Aus Sicht vieler Japaner sei Japan für den wirtschaftlichen Aufstieg (Süd-)Koreas verantwortlich.
Ken-Kanryū (japanisch 嫌韓流) bezeichnet die Gegenbewegung und Ablehnung der Koreanischen Welle in Japan. So stand Sharin Yamanos Manga Kenkanryū (jap. マンガ 嫌韓流 ‚Ablehnung der Koreanischen Welle: Der Manga‘) für über vier Monate in der japanischen Bestsellerliste.
In der Volksrepublik China und in der Türkei wurden zeitweise Maßnahmen ergriffen, um den kulturellen Import aus Südkorea einzuschränken. Südkoreanische Kulturgüter würden zu sehr die einheimische Kultur verdrängen. Aussagen türkischer Konservativer stießen auf großes Medienecho mit der Behauptung, koreanische Popkultur würde „Geschlechtslosigkeit“ propagieren. Sie warfen dem K-Pop vor, türkische Familien auseinanderzureißen und eine Gefahr für die türkischen Werte zu sein.
Nachdem koreanische Popkultur durch die Erfolge von BTS, Parasite und Squid Game auch im westlichen Mainstream angekommen ist, und sich Südkorea als globaler Trendsetter etabliert hat, gibt es auch zunehmende Ablehnung und Fremdenhass. Auf Seiten und Apps wie TikTok, Instagram, YouTube und Reddit mehren sich die Fake News rund um Korea, die nicht nur K-Pop direkt betreffen. Einige westliche Influencer schüren geradezu Hass gegen Südkorea als Land. Auch die absichtliche Verbreitung falscher Übersetzungen und absichtliche Missinterpretationen sind Methoden, die genutzt werden. Beliebt sind senationalistische Narrativen, die Südkorea z. B. Dystopie darstellen, die „dunkle Seite“ zu offenbaren, sowie provokative Behauptungen, dass Südkorea kein richtiges Land sei. Dabei kommt es auch zur Verdrehung von Ereignissen der jüngeren Geschichte.
Einer Studie in den USA zufolge fühlten sich Menschen, die K-Pop hassen, durch K-Pop in ihrem Weltbild bedroht. Gerade die soft masculinity von Boygroups sorge bei vielen Männern für Unsicherheit und innere Unruhe. Eine Untersuchung, bei der das Verhalten von Nutzern auf Reddit beobachtet wurde, kam zu dem Schluss, dass positive Nachrichten über Südkorea ein Trigger sein, der andere Nutzer wiederum zu Hasskommentaren und die Hervorhebung negativer Aspekte gegen Südkorea veranlasse. So würden zahlreiche Nutzer bei positiven Nachrichten über Südkorea direkt aktiv werden, und in den Kommentaren schlechte Nachrichten oder hasserfüllte Kommentare schreiben. Eine Ursache sollen die zahlreichen Nachrichten über Südkorea während der weltweiten COVID-19-Pandemie sein, während der Südkoreas Vorgehen als Vorbild für die ganze Welt gesehen wurde. Die positiven Nachrichten über Südkorea sowie der gleichzeitige Erfolg von K-Pop triggerte und verunsicherte die Menschen, die K-Pop ablehnend gegenüberstehen, so stark, dass diese einen Hass gegen Südkorea entwickelt haben und zahlreiche Kommentare über Südkorea schreiben, ohne das Land zu kennen. Die positiven Nachrichten passten nicht in das Weltbild und die Vorurteile, die die Nutzer gegen Südkorea haben. Die positiven Nachrichten über Südkorea führen dazu, dass die getriggerten Nutzer gezielt nach negativen Aspekten suchen, die in ihr vorurteilbehaftetes Weltbild passen.